# Kageneckia lanceolata
Kageneckia lanceolata là loài thực vật có hoa trong họ Hoa hồng. Loài này được Ruiz & Pav. mô tả khoa học đầu tiên năm 1798. Chúng sinh sống tại Bolivia và Peru, và bị đe dọa vì mất môi trường sống.